# EarthBound (игра)
EarthBound, известная в Японии как Mother 2: Gīgu no Gyakushū (яп. MOTHER2ギーグの逆襲 Мадза: Цу: Ги:гу но Гякусю:, «Мать 2: Гигу наносит ответный удар»), — японская ролевая игра, разработанная в сотрудничестве студиями Ape и HAL Laboratory и изданная компанией Nintendo для приставки Super Nintendo Entertainment System. Релиз игры состоялся 27 августа 1994 года в Японии и 5 июня 1995 года в США. EarthBound является продолжением вышедшей на приставке Famicom игры Mother, при этом почти не связанным с ней сюжетно.
В центре сюжета находятся приключения компании из четверых юных путешественников, детей по имени Несс, Пола, Джефф и Пу, пытающихся предотвратить порабощение Земли злобной сущностью по имени Гийгас (англ. Giygas, в японской версии — Гигу (яп. ギーグ Ги:гу, англ. Gyiyg)), которое случится в далёком будущем. Игра содержит множество традиционных для жанра JRPG элементов, таких как отряд героев, пошаговые бои, очки опыта, очки жизни. Действие разворачивается в конце XX века по большей части в вымышленной стране Игллэнд (англ. Eagleland). Противостоят героям в основном дикие животные и люди, попавшие под влияние злой воли Гийгаса.
Игра не имела коммерческого успеха на территории США, однако была замечена благодаря юмору и оригинальной идее, а также многочисленным шуткам и пародиям, высмеивающим стандарты и клише японских ролевых игр
. Несмотря на невысокую популярность в США, EarthBound позднее обрела устойчивый круг поклонников, фанатично преданных игре. Отмечается серьёзное влияние EarthBound на более поздние ролевые игры: к примеру, South Park: The Stick of Truth, Undertale, OMORI и Lisa: The Painful. EarthBound Beginnings и EarthBound также были включены в сборник Mother 1+2, изданный на Game Boy Advance. В 2013 году EarthBound была переиздана на сервисе Virtual Console для Wii U, сначала на территории Японии, затем спустя несколько месяцев в США, Европе и Австралии. В 2022 году EarthBound и EarthBound Beginnings были также изданы для консоли Nintendo Switch на сервисе Nintendo Switch Online

## Игровой процесс
В EarthBound игровой процесс во многом похож на игровой процесс традиционных японских ролевых игр: игрок управляет отрядом героев, путешествующих по игровому миру, включающему в себя города, леса, пещеры, заброшенные фабрики, и прочие неизведанные места, общается с неигровыми персонажами и выполняет задания. Во время путешествия героям придётся сражаться с разнообразными противниками. Побеждая противников, персонажи, управляемые игроком, получают очки опыта. При получении достаточного количества очков опыта у героя растёт уровень, а вместе с ним и характеристики, каждая из которых так или иначе делает героя сильнее, к примеру, атака, защита, очки здоровья, или очки псионики. В отличие от прочих японских ролевых игр того времени, игроку не придётся путешествовать между локациями по схематичной карте мира, поскольку локации взаимосвязаны между собой (хотя переход между ними и не бесшовный, как в первой игре). Ещё один необычный для своего времени элемент — это отображение перспективы игрового мира во время его исследования. Мир отображён в игре в виде диметрической проекции, в то время как в прочих jRPG использовалась либо фронтальная проекция, либо изометрическая.

В отличие от первой игры в серии, в EarthBound отсутствуют случайные встречи. Битва начинается, когда игровой персонаж сталкивается с противником на карте мира. Бой проходит в пошаговом режиме. Во время боя перед игроком высвечивается меню, где он может выбрать действия героев: можно атаковать противника оружием, использовать псионические способности (при наличии их у персонажа), позволяющие либо атаковать или ослаблять противника, либо лечить или усиливать героев, применить предмет из инвентаря (у каждого героя свой собственный инвентарь), либо же попытаться сбежать из боя, причём последнее действие невозможно, если битва обусловлена сюжетом. 
У каждого героя появляется своя особенность, например, Пола обладает способностью молиться, что приводит к абсолютно случайным эффектам, Пу может копировать способности и тактику противника в бою, а Джефф проверяет его характеристики и использует разнообразные технические приспособления. У каждого персонажа и у каждого противника есть очки здоровья, которые уменьшаются при получении урона. Если у всех героев они закончатся, то игра будет считаться проигранной, и игроку придётся начать снова перед битвой. Очки здоровья имеют своеобразную механику убывания — если персонаж получает урон, то очки здоровья вычитаются не сразу, а постепенно в режиме реального времени, отображённые на счётчике, похожем на одометр, при том, что битвы сами по себе пошаговые. Благодаря этому игрок получает возможность быстро вылечить героя с помощью предметов или пси-способностей, пока очки здоровья опускаются. Поскольку бои не начинаются из-за случайных встреч, разработчики добавили возможностей к тактическим манёврам. Если отряд персонажей подошёл к противнику сзади, у них появляется возможность нанести удар первыми. С другой стороны, если противник подошёл сзади к отряду героев, то первым удар нанесёт именно он. Если Несс и его друзья становятся чересчур сильными для противников данной местности, то они побеждаются без боя, стоит только игроку подвести отряд героев к врагу. При большой разнице в силе между врагами и отрядом героев враги начинают спасаться бегством, а не нападать на него, и игрок при желании может их догнать и перебить.
Деньги игрок зарабатывает, побеждая в битвах, и их начисляет ему на банковский счёт отец Несса. Чтобы снять деньги со счёта или положить их туда, необходимо разыскать банкомат и вставить туда карточку. На деньги можно покупать различного рода предметы, так или иначе помогающие в игровом процессе: к примеру, еду и напитки, восстанавливающие здоровье и очки псионики, а также оружие и экипировку, которая усиливает атаку и защиту носящих её персонажей. В городах есть больницы, где можно вылечиться за определённую сумму денег. Сохранение игры происходит, если позвонить отцу Несса с телефона либо телефонного автомата.

## Сюжет
Действие EarthBound происходит в 1990-х годах. Главный герой игры — мальчик по имени Несс. Начинается игра с того, что Несс просыпается от грохота метеорита, упавшего неподалёку от его дома. Вместе со своим соседом, Порки Минчем, он добирается до места падения метеорита и находит там маленькое разумное насекомое по имени Базз Базз. Базз Базз оказывается путешественником из будущего и предупреждает героев, что мир в опасности, поскольку над ним нависла угроза в виде Гийгаса, «космического разрушителя». Базз Базз чувствует, что Несс обладает нужными задатками для победы над Гийгасом, и сообщает ему, что нужно отправиться в путешествие на поиски восьми священных мест и записать на волшебный артефакт «звуковой камень» мелодию каждого из этих мест и впоследствии сыграть их, как одну мелодию.
Разобравшись с местной бандой Акул, терроризировавшей город, Несс находит первое священное место на вершине горы у своего дома. Дойдя до следующего города, Тусона, он спасает девочку-псионика по имени Пола от культистов Счастье-Счастьизма, и узнаёт, что Порки, его знакомый, возглавлял эту секту. Вместе с Полой Несс находит второе святое место и помогает музыкальной группе «Беглая Пятёрка» выйти из денежных долгов. «Беглая Пятёрка» подбрасывает Несса и Полу до следующего города, Трида, но там двух детей захватывают в плен.
В плену Пола посылает телепатический зов о помощи мальчику по имени Джефф, который учится в школе-интернате для одарённых детей в стране Винтерс. Джефф решает пойти на помощь к Нессу и Поле, и, взяв летательный аппарат своего отца доктора Андонатса, летит в Трид, но терпит крушение прямо у камеры, где держали героев. Джеффу удаётся вытащить Несса и Полу, а затем он отправляется с ними в путешествие. Дорога приводит их в долину Мистеров Сатурнов — небольшую скрытую деревеньку, где обитают странные существа, которые называются Мистерами Сатурнами. Герои помогают Мистерам Сатурнам разобраться с местной угрозой, похищавшей жителей деревни, и идут дальше, в город Фоурсайд. В Фоурсайде троица опять выручает «Беглую Пятёрку» из долговой кабалы, и, когда они заходят в магазин, Полу похищают. Несс и Джефф идут на её поиски и оказываются в Мунсайде, искажённой параллельной версии Фоурсайда, где законы физики и жители ведут себя очень странно. Несс и Джефф уничтожают статую дьявола Мани Мани, которая и была причиной всех этих иллюзий, но узнают, что Полу похитили мэр Фоурсайда и Порки.
Впрочем, теперь, когда статуя Мани Мани разрушена, мэр приходит в себя и отпускает Полу, а Порки, разъярённый провалом, успевает сбежать на вертолёте. Когда друзья возвращаются в Трид, Джефф чинит летательный аппарат, чтобы долететь до четвёртого священного места в Винтерс, но в итоге герои долетают до страны Саммерс. Несс теряет сознание и видит сон о мальчике по имени Пу в далёкой горной стране под названием Далаам, который занимается боевыми искусствами и духовными практиками, позволяющими управлять пси-способностями. Пу завершает своё обучение и впоследствии присоединяется к тройке в путешествиях.
На лодке четверо добираются до пустынной страны Скараба, где герои осматривают пирамиду. В Далааме Несс находит шестое священное место, а затем, обзаведясь подводной лодкой, герои добираются до места под названием Кромешная Тьма, где полно дремучих джунглей, мало света и сильно заболоченна местность. Среди джунглей в пещере герои находят деревню Тенд, где живут тенды, крайне застенчивые создания. Разыскав учебник о преодолении застенчивости, Нессу удаётся их разговорить, и те показывают ему дорогу в затерянный подземный мир. Там Несс и его товарищи находят оставшиеся два священных места.
Оказавшись в последнем священном месте и получив финальную мелодию, Несс теряет сознание и оказывается в Магиканте, мире, порождённом его собственным подсознанием. Там он побеждает свой собственный кошмар, принявший облик статуи Мани Мани, и Магикант исчезает, но Несс становится сильнее, поскольку, уничтожив зло внутри себя, он лишил Гийгаса возможности овладеть его разумом. Очнувшись, Несс с друзьями возвращается в долину Сатурнов, где доктор Андонатс конструирует фазовый исказитель, аппарат, позволяющий путешествовать во времени. Детям нужно отправиться в прошлое, чтобы уничтожить Гийгаса, когда тот ещё не успел набрать силу. Андонатс объясняет детям, что живая материя не выносит путешествия во времени, и что они могут не вернуться в будущее, но, несмотря на опасения Андонатса, он переселяет души четверых детей в роботов и отправляет их в прошлое, на битву с Гийгасом.
В прошлом Несс, Пола, Джефф и Пу заходят в пещеру, где покоится Гийгас, но там, к их удивлению, они видят Порки. Гийгас же заточён в Дьявольской машине, которая сдерживает всю его безграничную мощь. Порки разъясняет, что всё это время помогал Гийгасу и пытался использовать его в своих целях, и, презрительно охарактеризовав его, как «всемогущего идиота», добавил, что Гийгас стал практически непобедим, но полностью лишился рассудка. Герои побеждают Порки, но тот выключает Дьявольскую машину, и Гийгас вырывается на свободу. Гийгас заточает детей в измерении, состоящем из копий его же самого. Никакие действия героев, будь то применение оружия или пси-способностей, не помогают спастись от Гийгаса.
Отчаявшись, Пола начинает молиться, и молитва достигает жителей Земли. Все те персонажи, которым герои помогли в путешествиях, молятся за героев, и тем самым ранят Гийгаса. Последним же своей молитвой наносит удар Гийгасу сам игрок, и тем самым игра разрушает четвёртую стену. Гийгас перестаёт существовать, а души детей возвращаются в их тела в настоящее время. Попрощавшись друг с другом, дети расходятся по домам, и начинается мирная и спокойная жизнь.
В сцене после титров Несс получает письмо от Порки с содержанием «Найди меня, если сможешь, неудачник!». Нессу остаётся только догадываться, что случилось с ним и куда он исчез.

## История разработки
Первая игра серии, Mother, вышла в 1989 году в Японии. Её продолжение, Mother 2, было в стадии разработки целых пять лет. Разработкой занималась студия Ape (ныне Creatures Inc.), а также HAL. Как и в случае с первой игрой, руководил созданием игры и писал сценарий известный японский копирайтер, эссеист и музыкант Сигэсато Итои, а продюсером выступил Сатору Ивата, который в будущем станет президентом Nintendo
. Команда разработки Mother 2 была набрана не из тех работников, что делали первую часть. Большинство разработчиков были молоды и неженаты, и потому могли с энтузиазмом работать ночами напролёт. Процесс создания игры затянулся на годы, и потому проект неоднократно был на грани отмены. По воспоминаниям Итои, многие проблемы команды были успешно решены, когда к разработке присоединился Ивата. В команде программистов Ape было больше персонала, чем в команде от HAL. Команда HAL под началом Сатору Иваты писала основной код движка игры, а команда от APE под началом Кодзи Маруты наполняла игру контентом вроде диалогов и локаций. Дважды в неделю команды отдыхали в офисе HAL с видом на гору Фудзи.
В игре продолжается история Mother в том плане, что вновь появляется Гийгас, хотя совершенно в ином обличье. Разработчики специально сделали героев второй игры похожими на героев первой, таким образом, игрок может поменять им имена на имена героев из первой игры и «продолжить историю». Итои всерьёз думал о том, чтобы добавить в игру межпланетные перелёты, но после четырёх месяцев работы над сценарием Итои решил отбросить идею, сочтя её излишне клишированной. Итои старался сделать игру такой, чтобы она смогла заинтересовать ту аудиторию, которая не особо интересуется играми, например, девочек.
Серия Mother основана на представлениях Итоя о том, что значит «бесшабашное сумасбродство». Во время разработки он просил своих подчинённых высказывать идеи для сцен, которые можно было бы реализовать только посредством формата компьютерной игры. По мнению Итои, EarthBound в своё время был авангардом игр как формата подачи истории, и было бы ошибкой рассматривать его как просто большой сценарий. Итои хотел, чтобы игрок, проходя EarthBound, чувствовал себя обескураженным и сбитым с толку. Сценарий был намеренно сделан «причудливым и аляповатым», а диалоги были написаны слоговой азбукой кана почти без использования иероглифов-кандзи, чтобы они выглядели более просторечными. Многие неигровые персонажи основаны на личностях, которых Итои знал лично, к примеру, шахтёры в пустыне были вдохновлены некоторыми представителями одной японской строительной компании. Финальная битва с Гийгасом и его реплики были навеяны чёрно-белым фильмом-триллером «Военный полицейский и расчленённая красавица» 1957 года выпуска, который Итои увидел в детстве. В сцене, которую Итои увидел, случайно зайдя в кинотеатр, было убийство девушки, которое Итои принял за изнасилование с последующим убийством. Сцена оставила свой след в психике Итои, и те чувства, которые он испытал во время её просмотра, он воплотил в битве с Гийгасом. Фоны во время боёв Итои охарактеризовал, как «видеонаркотик», поскольку они специально сделаны таким образом, чтобы завораживать игрока. Над фонами работал один человек, на протяжении двух лет сделавший порядка 200 фонов.
Шкалу очков здоровья изначально хотели сделать по образу и подобию патинко. Суть системы заключалась в том, что всякий раз, когда персонаж получал урон, шарик патинко падал за экран. Идея была отброшена, поскольку не подходила для персонажей, у которых слишком много здоровья. В итоге здоровье решили показывать на счётчике, похожем на одометр. Одной из самых сложных вещей для реализации стал велосипед — изначально управление им было таким же, как и для танка в EarthBound Beginnings, но затем переделано. Сатору Ивата вспоминал, что программисты Ape сами были не прочь решать сложные и неординарные задачи. Программистам также было сложно реализовать внутриигровой сервис доставки предметов: сложность заключалась в том, что курьер должен был обходить препятствия на пути к игроку. Позже разработчики сошлись во мнении, что курьер, убегающий от игрока сквозь препятствия, выглядит весьма забавно. Диметрическая проекция, в которой отображены локации игры, требовала от художников большего внимания к мелочам. Итои сразу отказался брать обычный вид сверху, и он не хотел, чтобы города и прочие локации, например, леса, выбивались из общей стилистики. Тем не менее, команда старалась сделать каждый город по-своему уникальным и запоминающимся. Итои больше всего из городов нравится Трид, хотя раньше был Саммерс.
EarthBound изначально должна была уместиться на 8-мегабитном картридже, но в итоге размер картриджа дважды пришлось увеличивать: сначала до 12 мегабит, а затем до 24. Игру планировалось выпустить в январе 1993 года на 12-мегабитном картридже, но в итоге её завершили только к маю 1994. В Японии игра была издана 27 августа 1994 года. В течение месяцев после окончания разработки, но до релиза команда играла в игру и добавляла мелкие детали от себя лично. Итои признался в интервью журналу Famitsu, что Сигэру Миямото, один из виднейших разработчиков в Nintendo, не очень-то любит жанр ролевых игр, и что EarthBound ему понравилась и даже стала первой ролевой игрой, которую он прошёл до конца.

### Музыкальное сопровождение
Как и в EarthBound Beginnings, композиторами выступили Кэйити Судзуки и Хирокадзу Танака, кроме того, в сочинении музыки участвовали Хироси Канадзу и Тосиюки Уэно. Сравнивая музыку первой игры со второй, Итои отметил бо́льшую «джазовость» второй EarthBound на фоне Beginnings. В интервью журналу Famitsu Судзуки признался, что SNES дала композиторам больше творческой свободы, чем устаревшая Famicom: в SNES есть 8-канальный звуковой чип SPC700, принцип которого основан на адаптивной дифференциальной импульсно-кодовой модуляции, а в NES/Famicom было всего пять каналов с примитивнейшими формами волн. Из-за более высокого качества звука композиторам было проще реализовать то, чего они хотели. Итои считает, что EarthBound — первая игра в истории, у которой в музыкальном сопровождении задействовано вибрато, или периодические изменения высоты, громкости, которые вызываются в струнных инструментах колебаниями пальцев.
В процессе написания музыки Судзуки сначала сочинял её на синтезаторе перед тем, как программисты начнут добавлять уже сочинённые музыкальные темы непосредственно в игру. Судзуки сочинял музыку, которая играет вне боя, когда игрок обследует локации. Больше всего он доволен музыкальной темой, которая играет, когда Несс катается на велосипеде. Её он сочинил ещё до работы над EarthBound, но счёл целесообразным включить в игру. Всего Судзуки было написано порядка 100 мелодий, но далеко не все из них вошли в игру. Из 24 мегабит на картридже музыка в итоге заняла треть места — 8 мегабит.
По словам Танаки, огромное влияние на него и Судзуки оказала группа The Beach Boys. Сам Судзуки по дороге домой часто слушал одноимённый альбом 1988 года Брайана Уилсона. Судзуки утверждал, что перкуссия ударных основана на альбомах The Beach Boys Smile и Smiley Smile, в которых, как и в альбоме Song Cycle за авторством Ван Дайка Паркса, наличествуют американские мотивы. С точки зрения Судзуки, Smile отражает светлые и тёмные стороны американской жизни, а Song Cycle имеет смутное звучание с примесью американского юмора и отголосками произведений Рэя Брэдбэри. Именно такой стиль, как считал Судзуки, и подходит серии Mother. Первый американский композитор, о котором вспомнил Танака, был Рэнди Ньюмана, и что его альбомы Little Criminals и Land of Dreams оказали влияние. Судзуки утверждает, что ему близок альбом Nilsson Sings Newman Гарри Нилсона, кроме того, по его словам, его вдохновило на написание музыки творчество Джона Леннона; по утверждению композитора, в нём, как и в серии Mother, сквозной темой является любовь. Альбом Джона Леннона John Lennon/Plastic Ono Band помог композитору справиться с техническими ограничениями Super Nintendo Entertainment System.
В саундтреке EarthBound содержится большое количество музыкального цитирования из классики и фолк-музыки, композиторы также взяли несколько семплов из поп- и рок-музыки. Текстура музыки взята из сальсы, регги и даба. Заведя разговор об альбоме Make a Jazz Noise Here за авторством Фрэнка Заппы, Танака высказал мнение, что, будь по музыке серии Mother живое выступление, Заппа бы справился с ним лучше всех, но он не смог сформулировать, насколько сильно было влияние Заппы на музыку EarthBound. Также Танаке показалось, что микстейп Wired Magazine Presents: Music Futurists (1999) содержал в себе работы тех исполнителей, которые могли бы отразить идеалы EarthBound. Во время разработки Танака активно слушал сборник различных исполнителей Stay Awake: Various Interpretations of Music from Vintage Disney Films. Менее значимое влияние на Судзуки и Танаку оказала музыка Майкла Наймана, а также саундтрек к фильму «Потерянный уикэнд» 1945 года выпуска, который сочинил Миклош Рожа.

## Североамериканская локализация
Как и многие другие игры Nintendo, EarthBound вышла сначала в Японии, а потом была локализирована для североамериканского рынка. Поскольку эта игра была первой из серии Mother, выпущенной за пределами Японии, название Mother 2 было заменено на EarthBound без двойки в заголовке. Именно такое название планировалось дать первой Mother до того, как её локализацию отменили.
Работу над локализацией начал Дэн Оусен. Он успел адаптировать приблизительно 10 процентов от общего числа текста в игре, а затем перешёл на другой проект Nintendo of America. В январе 1995 года Оусена заменил Маркус Линдблюм. По утверждению Линдблюма, наиболее яркие и характерные фразы игры переводил именно Оусен. Линдблюму дали творческую свободу и разрешили делать текст «таким странным, каким он захочет», поскольку в Nintendo хотели, чтобы текст был более американизированным по духу, чем был бы дословный перевод с японского оригинала. Маркус Линдблюм работал в одиночестве, но при этом ему помогал японский сценарист Масаюки Миура, который предварительно переводил диалоги и помогал разобраться с контекстом и тоном происходящего. Сам Линдблюм счёл тон игры достаточно оптимистичным.
Линдблюму было нелегко адаптировать взгляд снаружи на американский уклад жизни, отражённый в игре, для американской же аудитории. Локализатор хотел сделать текст максимально близким к оригиналу, хотя до этого он ни разу не общался с Итои. Помимо собственноручно переработанных для западной аудитории гэгов и шуток, Линдблюм вставил отсылки к Багзу Банни, известному британскому комику Бенни Хиллу и псевдодокументальному фильму «Это — Spinal Tap». Кроме диалогов, Линдблюм переписывал и остальной текст игры, к примеру, сообщения в битвах и названия предметов. Линдблюм также добавил пасхальное яйцо, назвав одного из неигровых персонажей Нико в честь своей дочери, родившейся во время работы над игрой. Когда Линдблюм взял отгул на время её рождения, он продолжал работать 14 часов в день без выходных в течение всего следующего месяца. В игре содержится защита от пиратства, которая заключается в том, что, если копия игры окажется нелицензионной, количество врагов в игре многократно увеличится, и потому сложность в ней возрастает до максимума. Кроме того, если игрок всё-таки доходит до конца, игра перезагружается и удаляет сохранение. Портал IGN назвал защиту в EarthBound ярчайшим примером необычной и изощрённой защиты игр от нелицензированного копирования.
Под руководством Nintendo Линдблюм работал совместно с японскими программистами и художниками, чтобы подвергнуть игру определённой цензуре: были убраны отсылки к религии (кресты на могилах, красные кресты у больниц), изменены изображения, потенциально нарушающие авторские права (логотип Кока-колы на проезжающих по дорогам красных грузовиках), алкоголь в диалогах был заменён на кофе. В японской версии Несс, оказавшись в Магиканте, был полностью голым, а в американской версии он был в пижаме. Также был немного изменён внешний вид культистов Счастливо-Счастьизма, чтобы они были не так похожи на участников движения Ку-клукс-клан. Музыку из игры, использовавшую семплы и музыкальное цитирование из известных песен, решили не изменять, поскольку её можно было считать в какой-то мере пародией. Маркус Линдблюм также считал, что музыка не нуждалась в каких-либо изменениях. Графические правки были завершены только в марте 1995 года, а полностью играбельной американская версия EarthBound стала в мае.

## Восприятие и критика

### Продажи и продвижение
В Японии было продано больше 500 тысяч копий Mother 2, из-за чего игра стала самой продаваемой в 1994 году. 5 июня 1995 года Earthbound была выпущена в Северной Америке. В США было продано около 140 тысяч копий, результируя общие 658 тысяч проданных копий по всему миру.
Nintendo потратила около $2 миллионов долларов на маркетинг, однако американских релиз игры был рассмотрен компанией как безуспешный. Из-за своего юмора, игра получила нетипичную маркетинговую кампанию. Для рекламы были выпущены уникальные карточки «потри и понюхай», содержавшие в себе дурной запах. Критиками это было расценено как сортирный юмор, из-за чего акция не обрела успешности. Сама по себе кампания стоила больших затрат. Она ориентировалась на рекламу в журналах и требовала дополнительных средств для руководства для игрока, продававшегося вместе с игрой. Из-за плохих продаж и медленного падения популярности Super NES, игра не обрела Европейского издания. Некоторые критики отмечают, что цена Американского издания критически повлияла на сокращение продаж игры.

### Своевременная оценка критиков
| Иноязычные издания | Иноязычные издания |
| Издание            | Оценка             |
| ------------------ | ------------------ |
| Famitsu            | 34/40              |
| GameFan            | 267/300            |
| Game Informer      | 8/10               |
| Награды            |                    |
| Издание            | Награда            |
| GameFan Megawards  | RPG of the Year    |

Изначально Earthbound не получила одобрения игровых критиков Северной Америки и высоких продаж в США. Kotaku назвал релиз Earthbound «никчёмным», объясняя это «причудливой маркетинговой компанией» и «мультяшным» стилем графики, не подходившим рядовому игроку. Игра была выпущена во времена, когда ролевые игры не были популярны в Соединённых Штатах, а игроки ожидали визуальный стиль схожий с Chrono Trigger и Final Fantasy VI. Японский выпуск игры также опирался на известность Итои.
Многие журналисты объяснили плохие продажи игры в США простой графикой, необычной рекламной кампанией и незаинтересованностью игроков в данном жанре. Из первых рецензентов, Николас Дин Дес Баррес из DieHard GameFan описывает, что Earthbound не была такой же впечатляющей, как Final Fantasy VI, но всё ещё очень весёлой. Он похвалили игру за её юмор и отметил, что игра полностью опровергла его первые впечатления. Дэн отметил, что, не взирая на «примитивную графику», которую специально сделали 8-битном стиле для эффекта ностальгии, игра не «ролевая игра для начинающих» или «детская игра», а «высокоинтеллектуальная, захватывающая дух игра». Бразильский Super GamePower объяснили, что игроки, ожидающие ролевую игру стиля Dungeons & Dragons будут разочарованы детской графикой, нетипичной для 16-битных игр. Они написали, что юмор игры слишком взрослый, игровая составляющая же, наоборот, слишком детская, будто для новичков. GamePro критически от отнеслись к сюжету и графике, но похвалили музыку и юмор. В заключении они отметили, что игра не соответствует детям из-за взрослого юмора и не подойдёт взрослым игрокам из-за простой игровой составляющей и минималистичной графики.
Линдблом и его команда были разочарованы оценками критиков и продажами игры на Западе. Он вспоминал, что продажам игры помешала оценка графики игры, которую многие посчитали «простой» во времена, когда игровые журналисты придавали графике большую важность. Хоть Линдблом считает, что изменения в формуле ролевых игр (такие как постепенное понижение ОЗ и побег от врагов) было проигнорировано в следующие года, он считает, что игра хорошо прошла проверку времени к моменту её публикации на Virtual Console в 2013-м году.

### Ретроспектива
| Сводный рейтинг       | Сводный рейтинг |
| Агрегатор             | Оценка          |
| --------------------- | --------------- |
| GameRankings          | 88 %            |
| Иноязычные издания    |                 |
| Издание               | Оценка          |
| AllGame               | [ 41 ]          |
| GameZone              | 10/10           |
| IGN                   | 9,0/10          |
| Nintendo World Report | 9,5/10          |
| ONM                   | 90 %            |

Возвращаясь к игре после многих лет, критики оценивают её как «оригинальную» и «уникальную». Журналист Скотт Томпсон из IGN написал, что игра балансирует между торжественным и дерзким в своих диалогах и игровом процессе, а также отметил её отклонение от клише ролевых игр в таких аспектах как, к примеру, выбор атак в бою. Он назвали игру «одновременно странной и незабываемой». Саймон Паркин из Official Nintendo Magazine посчитал сюжет игры её лучшей частью, называя её «одной из самых сильных и своеобразных сюжетных линий» которая граничила «между юмором и пронзительностью». Дэвид Санчес из GameZone’s считал, что история игры была «остроумной» и «пронзительной», поскольку она вызывала настолько широкий спектр эмоций, что у игрока появлялось желание поговорить со всеми неигровыми персонажами. GamesTM написали, что игровые дизайнеры разговаривали напрямую с игроком через неигровых персонажей и отметили, как интересы Итои повлияли на сюжет игры в виде отсылок на поп-культуру и «по-странному экзистенциональное повествование». Nintendo Life похвалили трогательную историю игры, атмосферу и современный сеттинг, но при этом слегка раскритиковав медленный темп игры.
Критики похвалили игру за сеттинг «реального мира», который, в то время, был редкостью. Томпсон отметил омаж игры на 90-е года как «любовное письмо американке 20-го века», в виде таксофонов как способ сохранения, автоматы ATM как способ получения валюты, Йо-йо как вооружение главного героя, скейтбордеры и хиппи как враги, а также отсылки к классическим рок-группам. Паркин из Official Nintendo Magazine отметил нетипичное отдаление игры от распространённого в японских ролевых играх сеттинга «рыцарей и драконов». Томпсон отметил высокую сложность игры: начало было самым трудным, а такие аспекты, как ограниченный инвентарь, гринд опыта и денежные штрафы в случае смерти, были недружелюбны для игроков, впервые знакомящихся с японскими ролевыми играми. Он также упомянул быстрое время возрождения врагов и крайнюю необходимость не избегать сражений, учитывая сложность боссов.
Рецензенты описали атмосферу игры как веселую и полную очарования. Дэвид Санчес из GameZone написал, что чарму игре добавляет её «самосознание», которому игрок учится через игровое, беззаботное веселие. Он назвал музыку игры «абсолютным наслаждением», а также похвалил её разнообразие: от загадочных, космический звуков, до тем «причудливых» боевых треков, которые варьировались вместе с типами противников. GamesTM написали, что репутация игры исходит от её «постоянного…невербального языка» в дизайне персонажей и окружающего мира, во многом схожий с работами Чарльза Шульца. Джейсона Шрейер из Kotaku называет концовку игры «неудовлетворяющей», несмотря на то, что что финальные титры с выходом персонажей на поклон и фотоальбом с «пушистыми пикулями» замечательны.
Томпсон написал, что EarthBound балансирует «мрачный Лавкрафтовский апокалипсис и глупую беззаботность» и отмечая, что игра всё так же интересна почти через десять лет после своего первоначального выпуска. Хотя он сетовал на отсутствие «визуальной обратной связи» в анимациях сражений, он ощутил, что игра наполнена инновациями, которые до сих пор ощущаются «остроумными и уникальными»: вращающийся индикатор здоровья, а также отсутствие случайных сражений в обычном его понимании. Томпсон также отметил, что технические проблемы, такие как замедление анимаций при появлении нескольких врагов на экране, не были исправлены в будущих переизданиях. Паркин написал, что игра может обеспечить более сильнодействующий опыт, чем некоторые игры разработчиков больши́м количеством ресурсов, а также счёл её боевые сегменты «изящными».ref name="ONM review"/> Джастин Бейкер из Nintendo World Report был удивлен «отличной» боевой системой и элементами управления, которые, по его мнению, были опущены в других обзорах, несмотря на их удобство. Также, однако, он отметил, что некоторые взаимодействия в меню ощущаются громоздкими. GamesTM посчитала, что игра была «далека от революционной» по сравнению с Final Fantasy VI и Chrono Trigger, а также, что сражения в игре выглядят не захватывающе. Журнал сравнил сюжет игры с «избранным» с «гибридом между The Legend of Zelda: Link’s Awakening и Балбесами». Томпсон похвалил Nintendo за оцифровку руководства для игрока, хоть и отметил, что легче будет отдельно открыть его на планшете, нежели включать режим просмотра Wii U. В общем и целом, критики пришли к выводу, что игра успешно прошла проверку временем.

## Влияние на массовую культуру
Разработчик видеоигры Undertale, выпущенной в 2015 году, Тоби Фокс признавался, что она создана под большим влиянием Earthbound. Некоторые элементы будущей Undertale присутствовали ещё в ромхаке (неофициальной фанатской модификации-дополнении) к Earthbound, созданном Тоби Фоксом в 2009 году.